# Macrodasys balticus
Macrodasys balticus är en djurart som tillhör fylumet bukhårsdjur, och som beskrevs av Roszczak 1939. Macrodasys balticus ingår i släktet Macrodasys och familjen Macrodasyidae. Arten är reproducerande i Sverige. Inga underarter finns listade i Catalogue of Life.